# Estació de Sallagosa

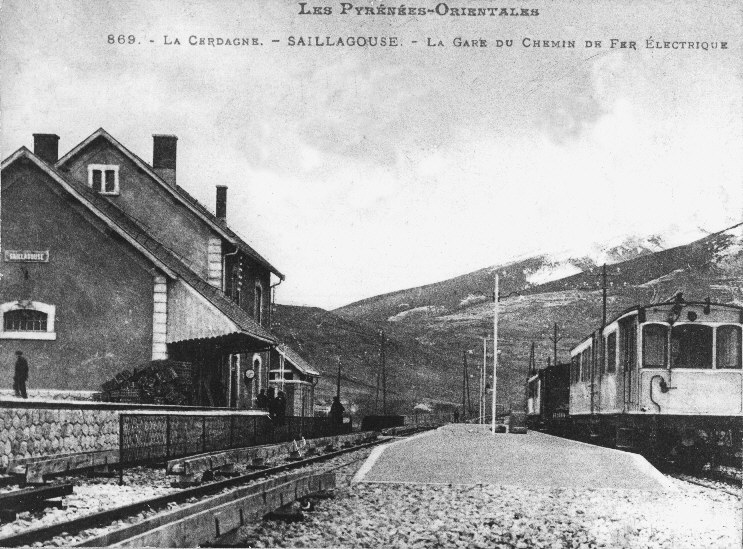
Vista de l'estació poc després de ser inaugurada; l'edifici es conserva sense canvis importants

L'Estació de Sallagosa (oficialment en francès Saillagouse) és una estació de ferrocarril de la línia del Tren Groc, situada a la població de Sallagosa, de la comarca de l'Alta Cerdanya, a la Catalunya del Nord.
Està situada a poca distància de l'extrem occidental del nucli urbà de Sallagosa, a la carretera de Ro.
En aquesta estació, el Tren Groc, procedent de l'Estació d'Er i amb destí a l'Estació de Font-romeu, Odelló i Vià, inicia a 1.301,9 m alt el tram de pujada des de la plana de la Cerdanya cap al Coll de la Perxa, prop del qual, a l'Estació de Bolquera. El recorregut del Tren groc assoleix el seu punt de màxima altitud, a 1.592,78 m alt. Es tracta de la línia de tren europeu sense cremallera més alta.
| Procedència/Destinació                  | <       | Línia     | >  | Procedència/Destinació    |
| --------------------------------------- | ------- | --------- | -- | ------------------------- |
| : Transport express régional            |         |           |    |                           |
| Vilafranca de Conflent - Vernet - Fullà | Estavar | Tren Groc | Er | La Tor de Querol - Enveig |